# Скромный, Василий Михайлович
Васи́лий Миха́йлович Скро́мный (26 августа 1964, Одесса, УССР, СССР) — советский актёр, сыгравший Макара Гусева в фильме «Приключения Электроника».

## Биография
Василий Скромный родился 26 августа 1964 года и жил в Одессе, ему было 15 лет, когда его совершенно случайно нашли в одной из местных школ и выбрали на роль школьника Макара Гусева из фильма «Приключения Электроника». Окончил театральную школу при Одесской киностудии и потом снялся в нескольких фильмах, однако, имея большие перспективы в кинематографе, он решил приобрести по его мнению серьёзную профессию и, окончив мореходное училище, стал моряком.
Я решил приобрести серьёзную профессию и связать дальнейшую жизнь с флотом. В учёбе больше всего мне нравилось во время навигации выходить в море на больших пароходах. А в фильме «Приключения Электроника» я не играл, а просто жил, как безбашенный конопатый мальчишкаВ. Скромный
Служил боцманом дальнего плавания на торговых судах Украины, побывав во многих странах, в том числе Турции, Египте, Кубе, Мексике, Бразилии, Аргентине, Австралии, Океании. В свободное время увлекается подводным плаванием.

## Фильмография
- 1979 — «Приключения Электроника» — Макар Гусев
- 1980 — «Школа» — Федька Башмаков
- 1981 — «Я — Хортица» — Христофор
- 1981 — «Третье измерение»
- 1982 — «Взять живым»
- 1983 — «Комбаты» — больной в госпитале